# Национальный музей Республики Тыва
Национальный музей Республики Тыва или Национальный музей им. Алдан-Маадыр — первый музей в истории Республики Тыва, официально основан 13 мая 1929 года.
Первым директором музея является Владимир Ермолаев, который сыграл большую роль в сохранении историко-культурного наследия Тувы, будучи первым фотолетописцем в республике.
Национальный музей им. Алдан-Маадыр на сегодняшний день — это большое белое здание в центре Кызыла, на пересечении улиц Кочетова, Титова и Ленина. Он является одним из главных культурно-образовательных центров в республике. Музей сейчас располагает двумя экспозиционными этажами, в которых отражена практически вся история и культура тувинского народа от древних времён по наши дни.

## История
13 мая 1929 года был создан Государственный музей Тувинской Народной Республики (ТНР) директором которого был назначен Владимир Петрович Ермолаев.
26 марта 1942 г. Государственному музею ТНР присвоено имя Алдан-Маадыр в честь 60 богатырей, восставших против феодального гнета в 1883—1885 гг. В 1956 г. по результатам Всероссийского музейного конкурса по содержанию экспозиций Тувинский областной музей был признан одним из лучших и награждён Дипломом I степени. В 1985 г. экспозиция «Тува в годы Великой Отечественной войны» была отмечена Дипломом 1 степени в смотре музеев РСФСР.
В 1986 г. яркой страницей в музейной жизни стала организация крупной выставки «Там, где рождается Енисей» в Ленинграде в Государственном музее этнографии народов СССР, где были представлены предметы материальной и духовной культуры тувинского народа. В ноябре 1997 г. в г. Антверпен (Бельгия) открылась выставка нашего музея «Шаманизм тюркоязычных народов в Центре Азии», которая позднее (в 1998 г.) экспонировалась в Вене (Австрия) и Бремене (Германия).
В 2007—2008 гг. археологическая коллекция «Аржаан-2» из фондов нашего музея экспонировалась на Международной выставке «Под знаком золотого грифона. Царские могилы скифов» в Берлине, Гамбурге и Мюнхене (Германия). 7 февраля 2008 г. состоялось торжественное открытие нового трёхэтажного здания музея. 2 ноября 2008 г. состоялось открытие выставки «Сокровища Долины царей Тувы. Царский курган Аржаан-2», на которой представлены уникальные золотые предметы из сенсационных археологических раскопок во всемирно известной Долине царей Тувы. Эта выставка — один из основных брэндов Республики Тыва. С мая 2010 г. по февраль 2011 г. в Центральном музее Великой Отечественной войны 1941—1945 гг. (Москва, Поклонная гора) экспонировалась выставка «Тувинская Народная Республика — всё для общей Победы!», посвящённая 65-летию Великой Победы. По итогам этой выставки Национальный музей РТ был награждён Российским организационным комитетом «Победа» памятной медалью «65 лет Победы в Великой Отечественной войне 1941—1945 годов» По итогам работы за 2010 г. музей стал «Лучшим учреждением культуры Республики Тыва». В 2011 г. Национальный музей РТ стал победителем Межрегионального конкурса «Музей года. Южная Сибирь — 2011» среди государственных музеев и получил Гран-При.
20 декабря 2012 г. состоялось торжественное открытие нашей выставки «Традиционная культура и быт тувинцев» в «Музее Москвы». С апреля 2013 г. эта выставка экспонировалась в Мытищинском историко-художественном музее Московской области. В 2013 г. музеем успешно реализованы 2 совместных выставочных проекта: «Национальные мотивы в искусстве Тувы и Хакасии» (совместно с Хакасским музеем им. Л. Р. Кызласова) и «Традиционная культура народов Южной Сибири» (совместно с Хакасским и Минусинским музеем им. Н. М. Мартьянова).
В 2013 г. Национальный музей Республики Тыва стал коллективным членом 2 крупнейших музейных сообществ: Международного Совета музеев (ИКОМ) и Союза музеев России.
В 2013 и 2015 гг. Национальный музей Республики Тыва внесён в Национальный реестр «Ведущие учреждения культуры России».
В сентябре 2014 г. во Всероссийском музее декоративно-прикладного и народного искусства (г. Москва) в рамках праздников, посвящённых 100-летию единения России и Тувы, была организована выставка «Тува — в беге Времени», под эгидой РГО, совместно с Музеем декоративно-прикладного искусства, Российским этнографическим музеем, Кунсткамерой и Институтом истории материальной культуры. 2014 г. — Победа в номинациях «Выставочный проект» и «Музей — сокровищница культурного наследия» межрегионального конкурса «Музей года. Южная Сибирь — 2014».
В апреле 2015 г. в Центральном музее Вооружённых Сил Министерства обороны РФ (г. Москва) была организована выставка «Тува — фронту!», посвящённая 70-летию Победы в Великой Отечественной войне 1941—1945 гг.
В мае 2015 г. к 60-летнему юбилею министра обороны России С. К. Шойгу в городе Чадане был открыт Дом-музей семьи Шойгу.
2015 г. — Победа в номинациях «Музей Победа!» и «Музей-сокровищница» межрегионального конкурса «Музей года. Южная Сибирь — 2015».
2015 г. — Специальная премия в номинации «Хранители» Всероссийской историко-литературной премии «Александр Невский» за реализацию проекта о первом директоре музея Владимире Петровиче Ермолаеве.
В сентябре 2016 г. открыты выставки «Мир скифо-сибирского звериного стиля: диалог культур» в Национальном музее Республики Бурятия (г. Улан-Удэ) и «Графика Нади Рушевой» в Этнографическом музее народов Забайкалья (г. Улан-Удэ).

## Экспозиции
- Скифское золото
- Принадлежности царя и царицы из царского кургана "Аржаан-2"
- Принадлежности царя и царицы из царского кургана "Аржаан-2"
- Принадлежности царя и царицы из царского кургана "Аржаан-2"
- Принадлежности царя и царицы из царского кургана "Аржаан-1"

## Фондохранилище музея
В формировании музейного собрания, в подготовке кадров большую научную и материальную помощь оказывали Академия наук СССР, Всесоюзное общество культурной связи с заграницей (ВОКС) и ряд музеев СССР. Государственный Эрмитаж, Русский музей, Зоологический музей, Минералогический музей Академии наук в 1930-е годы подарили Тувинскому музею уникальные экспонаты. Среди них коллекция картин русских и западноевропейских художников XVIII в., художественные изделия из фарфора, коллекция минералов и палеонтологических экспонатов, а также несколько десятков экземпляров чучел позвоночных, насекомых.
В фондах Тувинского Национального музея хранятся коллекции, являющиеся первоисточниками для изучения истории, экономики, культуры народов республики, природы края.
Одна из обширнейших коллекций музея — археологическая, материалы которой относятся к разным периодам истории Тувы, начиная с первобытно-общинного строя до середины XVIII века.
Самая значительная коллекция музея — это этнографические материалы конца XIX в. и первой половины XX в. К ним относятся: домашняя утварь из дерева и металла, различные изделия из кожи, одежда, культовые предметы тувинского шаманства и буддийской религии.
Многие предметы этнографической коллекции музея, украшенные традиционными узорами и орнаментами, выполненные в традиционной технике, известны в единственном экземпляре. В фондах музея хранится коллекция тувинской национальной одежды, в которой большой интерес представляет чиновничья одежда Манчжурского периода в Туве.
Исключительно интересны культовые коллекции: шаманских и буддийских атрибутов. Буддийская коллекция состоит в основном из предметов культа, конфискованных у буддийских монастырей в Туве в 1929 году, когда они были разрушены в результате антирелигиозной политики руководства Тувинской Народной Республики (ТНР). Богата и содержательна коллекция собраний рукописей и ксилографов на тибетском (среди них Ганжур, Данжур) и старомонгольском языках, имеющая научное значение для учёных тибетологов, монголоведов и тувиноведов.
Огромный вклад в комплектование шаманской коллекции музея внёс доктор исторических наук, учёный-шамановед М. Б. Кенин-Лопсан. Им был собран уникальный фонд шаманских атрибутов XIX — начала XX вв., являющийся значительной частью мирового шаманского наследия. В 1994 году М. Б. Кенин-Лопсан был удостоен почётного звания «Живое сокровище шаманизма» Американского фонда шаманских исследований, обладателями которого являются только 3 человека в мире. Эта коллекция несколько раз экспонировалась за рубежом в Австрии, Бельгии, Германии на выставке «Шаманизм тюркоязычных народов Центральной Азии».
Коллекция православных предметов из Тувинского музея представлена иконами с изображением святых, плащаницей, одеждой священников, церковными книгами и другими культовыми атрибутами.
Документально-письменный фонд музея составляют подлинные рукописи и печатные источники по истории ТНР: исторические документы партизанского движения в Туве.
К отделу природы относятся фондовые материалы (гербарии и чучела) по флоре и фауне Тувы, а также образцы полезных ископаемых. Золотым фондом тувинского музея называют коллекцию фотонегативов В. П. Ермолаева, краеведа Тувы, первого директора тувинского музея с его основания в 1929 году. В течение 45 лет по особой программе он вёл систематические фотосъёмки природы Тувы, бытового уклада, занятий, промыслов коренного населения, различных событий в государственной и общественной жизни нашей республики. В ней насчитывается 4356 фотонегативов.
Посетители музея имеют возможность познакомиться с произведениями юной художницы Нади Рушевой, а также работами её отца и наставника, художника-декоратора Николая Рушева, переданные музею его женой, первой балериной Тувы Натальей Ажыкмаа. 
На основе фондового собрания музея создана постоянная экспозиция тувинского музея и организуются различные передвижные выставки вне музея.
На конец 2009 года фонды музея насчитывают предметов: всего: 117789 ед., из них: 99155 ед. — основной фонд, 18634 ед. — научно-вспомогательные материалы.

## Музеи-филиалы

### Историко-мемориальный комплекс в с. Кочетово
Кочетовский филиал образован на базе народного музея в 1979 году, а в 1981 г. он преобразован в историко-мемориальный комплекс — как филиал Тувинского республиканского краеведческого музея. Научная концепция филиала музея разработана Е. Ш. Байкара и М. Б. Кенин-Лопсаном. Музей сначала располагался в одном маленьком доме, где размещалась штаб-квартира партизанского отряда С. К. Кочетова. Первым заведующим филиала была А. X. Оюн, долгие годы филиалом заведовала заслуженный работник культуры Республики Тыва В. Е. Оюн.

### Музей имени Сафьяновых в г. Туране
Музей был прежде был в статусе историко-революционного музея. Экспозиции созданы по плану Е. Ш. Байкара. Создателем первых экспозиций в музее была М. ВУ. Селина, заслуженный учитель РСФСР, учитель истории.
В настоящее время музеем заведует Татьяна Евгеньевна Верещагина, заслуженный деятель культуры Республики Тыва. Благодаря деятельности заведующего филиала музей принимает участие в региональных музейных форумах, а также в Международных биеннале, которые проходят в Красноярске.
Выставка «Сибирь через призму родословной семьи Сафьяновых», оформленная художниками В. Елизаровым и П. Езиндеевым, высоко оценена представителями Фонда Сороса. В музейном конкурсе, посвящённом истории Сибири, музеем-филиалом получен грант Фонда Сороса. 4 апреля 2002 года туранскому музею-филиалу решением районного Хурала было присвоено имя Сафьяновых, одних из представителей рода русских купцов-промышленников.

### Музей истории политических репрессий
Члены общества «Мемориал» и ведущий сотрудника Монгуша Бораховича Кенин-Лопсана в 1994 году в Туве открыли Музей истории политических репрессий. Инициатива принадлежала детям, так называемых «врагов народа».
Музей занимает историческое здание, в котором в рассматриваемую эпоху политического террора помещалась спецкомендатура НКВД ТНР. Именно здесь чинились расправы над некоторыми руководителями ТНР, именно здесь выбивались из них нужные показания о причастности к так называемому "про японскому контрреволюционному заговору правооппортунистического толка. В этом здании фабриковались самые крупные в истории республики «расстрельные» дела.
Фонды музея включают в себя богатую коллекцию фотографий руководителей ТНР (как главных организаторов и исполнителей репрессивных кампаний, так и их жертв), общественных деятелей республики, подвергшихся преследованиям, репрессированных рядовых граждан ТНР и граждан СССР, постоянно проживавших на территории ТНР, а также жертв политического террора в Туве послевоенного (советского) периода. На сегодняшний день собранная таким образом фотоколлекция музея в общей сложности насчитывает до 1000 единиц хранения.
Отдельную часть фонда составляют личные вещи репрессированных (до 20 единиц хранения).
Музей ведёт специальную картотеку, в которую занесены имена реабилитированных жителей республики, а также имена тех, кто оправдания своего ещё дожидается.

### Историко-краеведческий филиал им. Буян-Бадыргы в г. Чадане
Исторический музей в г. Чадаане создан на базе народного музея в 1992 г. как филиал Тувинского республиканского краеведческого музея им. Алдан-Маадыр (60 богатырей). Он был назван именем Монгуша Буян-Бадыргы, основателя Тувинского государства, видного государственного деятеля Тувы.
Экспозиция нового филиала создана по проекту ветерана музейного дела Е. Ш. Байкара, при участии научного сотрудника отдела фондов Л. К. Куулар и заведующей филиалом В. К. Пюрюна. Консультантами были М. Б. Кенин-Лопсан и К. Т. Аракчаа. Художественный монтаж выполнен В. Елизаровым и П. Изындеевым.
Одной из самых значительных вех в деятельности музея является открытие в 2003 году музейной комнаты, посвящённой 10-летнему юбилею основания Министерства по чрезвычайным ситуациям России, которое бессменно возглавляет Герой России Сергей Шойгу, родиной которого является город Чадаана.
Сегодня музей-филиал им. Буяна-Бадыргы в г. Чадаане является настоящим центром культуры, краеведения и хранителем духовного и материального наследия

### Историко-краеведческий музей в с. Алдан Маадыр Сут-Хольского кожууна
Филиал создан по решению исполкома Алдан-Маадырского сельского Совета по инициативе местных жителей.
Экспозиция музея размещается в 4 залах, в которых представлены материалы по тувинской этнографии, восстании 60 богатырей, ветеранах войны и труда, героях Социалистического Труда, воинах-интернационалистах, передовиках народного хозяйства Сут-Хольского кожууна.
На достаточном уровне ведётся работа по охране памятников истории и культуры Музей участвует в мероприятиях сумонного, кожуунного, республиканского значения.

### Историко-культурный музей-заповедник "Долина царей"
С 1998 по 2003 г. совместная археологическая экспедиция Германского археологического института (Берлин) и Государственного Эрмитажа (Санкт-Петербург) под руководством профессора Германа Парцингера, доктора Анатолия Наглера и Константина Чугунова проводила исследования одного из крупнейших курганов скифского времени в Пий-Хемском кожууне в Долине царей в Республике Тыва. Диаметр каменного сооружения до раскопок достигал до 80 м, а высота – до 2 м.
В кургане было обнаружено одно из самых богатых непотревоженных скифских царских захоронений в мире. В нем было найдено более 6000 шедевров из золота (более 20 кг) в скифо-сибирском зверином стиле. Действительно, находки кургана Аржаан-2 стали сенсационными, ведь курган Аржаан-2 стал первым не разграбленным царским курганом скифского времени. Так раскопки кургана значительно пополнили знания о кочевой культуре раннескифской эпохи.
Место раскопок необходимо было увековечить, оставить в качестве объекта культурно-исторического наследия. С этой целью Министерство культуры Республики Тыва сразу запланировало музеефикацию комплекса. Авторы раскопок воссоздали и реконструировали все важнейшие конструктивные элементы погребально-поминального комплекса, в том числе каменную ограду. Глубокие могилы и ямы кургана были засыпаны и вымощены плитами. Таким образом, сейчас на месте некогда величественного кургана образовалось не менее грандиозное сооружение из каменных плит, где сохранены все главные элементы кургана, что значительно облегчает работу экскурсоводам и придает наглядности экскурсиям.
Так в 2004 году был создан Государственное учреждение «Историко-культурный музей-заповедник Долина царей». В 2011 году путем реорганизации был передан в ведение Государственного бюджетного учреждения «Национальный музей Республики Тыва». В 2019 году был утвержден как филиал «Историко-культурный музей-заповедник «Долина царей» Государственного бюджетного учреждения «Национальный музей Республики Тыва».
Сейчас на месте кургана создается музей под открытым небом по скифской тематике, и проводятся экскурсии для всех желающих. Основными посетителями памятника являются российские и иностранные туристы, а также местные жители.

## Коллекции Национального музея им. Алдан-Маадыр Республики Тыва

### Археологическая
В фонде археологии Национального музея хранятся предметы археологии, начиная от первобытнообщинного строя до XVII в.
Наибольший интерес у учёных и посетителей музея вызывают материалы памятников ранне-скифской эпохи, датируемые IX—VII вв. до н.э, исследованных на территории, так называемой, Долиной царей. Материалы из курганов Аржаан и Аржаан-2 являются уникальными экспонатами Национального музея РТ. Они стали мировой сенсацией.
В кургане Аржаан-2 были обнаружены золотые украшения, демонстрирующие наличие у древних кочевников Тувы ювелирного мастерства высочайшего уровня.

### Геральдика
В геральдической коллекции помимо наград хранятся ордена, медали и знаки Тувинской Народной Республики.
Уникальной частью коллекции наград являются ордена, медали и знаки Тувинской Народной Республики. Среди них: 7 Орденов Ленина, 1 Орден Красной Звезды, 3 Ордена ТНР, 1 Орден Труда ТНР. Его награды являются частью большой мемориальной коллекции, поступившей на хранение в музей в 1976 г. после его смерти (1973 г.).

### Декоративно-прикладное искусство.
Изделия из серебра, бронзы, из драгоценных камней представляют из себя коллекция декоративно-прикладного искусства Национального музея.
В фонде хранятся материалы, выполненные мастерами кузнечного дела из серебра, меди, железа, дерева, искусно украшенные национальными орнаментами и узорами, в которых преобладает растительный орнамент.

### Естественно-научная коллекция
В коллекции хранятся чучела, выполненные таксидермистом Иваном Матвеевичем Путинцевым. Кроме этого здесь собран большой банк гербариев, а также полезных ископаемых. Естественно-научный фонд НМ РТ пополняется непрерывно.
В коллекции хранятся материалы по флоре и фауне Тувы, образцы полезных ископаемых, шкуры ценных пушистых промысловых зверей.

### Живопись и графика
В этой коллекции хранятся картины, рисунки тувинских и русских художников. Кроме этого, в этом фонде можно найти картины русских и западноевропейских художников XVII—XX вв, подаренные музею в 1930 году Государственным Эрмитажем и Русским музеем. Это первые предметы коллекции живопись и графика Национального музея РТ. Среди этих картин есть и произведения Ивана Айвазовского, Шишкина и т. д.
В фонде хранится классика тувинской живописи. Произведения местных тувинских художников, таких как: Ланзы С. К., Демина В. Ф., Протасова Л. Д., Рушева Н. К., Тас-оола В. Л., Салчака И. Ч., Чооду М. Ч., Саая С. Ш., Суздальцева Г. С., Тор лука Г. Л., Левертовской Т. Е., и т. д.
В фонде представлена графика Нади Рушевой.

### Культовая
Коллекция по буддизму была принята в 1945 году и насчитывает свыше 500 предметов. Вторая крупная коллекция поступила в июне 1960 г.
В состав этих коллекций входят: статуэтки с изображением буддийских божеств, тханки — буддийские иконы, сутры — тибетские книги, буддийские музыкальные инструменты.
Третья коллекция — это Ганджур — собрание тибетских текстов со словами Будды. Был найден в пещере вблизи посёлка Кунгуртуг в 1971 году;
Сенсацией стала разгадка тайны, хранившейся много лет внутри одной из статуэток (крупного размера) Будды Шакьямуни. В голове статуэтки в результате реставрационных работ были найдены 36 буддийских реликвий, поразивших всех своей уникальной ценностью и святостью. Возраст этих реликвий насчитывает около тысячи лет, что удалось опознать по бумаге, в которую они были завёрнуты.
Шаманская коллекция также занимает важное место в культовой коллекции музея.
На протяжении 60 лет, с 1944 г., формировалась одна из самых значительных коллекций музея — шаманские атрибуты XIX — начала XX вв.
Большую её часть собрал доктор исторических наук, краевед, этнограф М. Б. Кенин-Лопсан.
Огромный общественный резонанс вызвала выставка нашего музея «Шаманизм тюркоязычных народов Центральной Азии», экспонировавшаяся в 1997—1993 гг. за рубежом: в Австрии, Бельгии, Германии.
Культовая коллекция православных атрибутов, хоть немногочисленна, но своим уникальным составом занимает достойное место среди собраний музея.
Коллекция представляет собой культовые предметы, конфискованные у Туранской церкви в середине XX в., когда со стороны советского государства велась активная антирелигиозная политика.
Одним из самых интересных предметов коллекции является плащаница, на которой изображена сцена погребения Христа.

### Скульптура
Богатейшая коллекция скульптуры малой пластики хранится в фондах Национального музея. Скульптуры из агальматолита, серпентенита и дерева являются бесценными работами основоположников тувинского камнерезного искусства: М. Х. Черзи, Д. Окаанчыка, Х. К. Тойбу-Хаа, Р. А. Аракчаа, Х. Хуна, Б. С. Байынды.

### Фотографии и фотофонды
Большую ценность для изучения истории Тувы представляют фотонегативы Владимира Ермолаева, первого директора Национального музея Республики Тыва. Фотофонд насчитывает свыше 4 тыс. единиц. Документы прошлого зафиксировали многие исторические события и факты начала XX века и периода Тувинской Народной Республики. Сегодня из них мы узнаем о прошлом тувинского народа и коренных социально-экономических преобразованиях в Туве.

### Этнографическая
Этнографическая коллекция включает в себя предметы, которые датируются первой половиной XX века. В последнее время в фонды стали поступать предметы и XIX века. Это домашняя утварь из дерева, различные изделия из кожи, одежда, культовые предметы: буддийские, шаманские, православные.
Многие предметы этого фонда (музыкальные инструменты, аптара (сундуки), изделия из кожи (одежда, сапогу различные сосуды)) покрыты разноцветной росписью, тисненными узорами и аппликацией.
Особый интерес вызывает коллекция национальной и чиновничьей одежды Маньчжурского периода в истории Тувы второй половины XVIII — начала XX вв.

## Директора музея
1. Владимир Петрович Ермолаев (1928—1934 гг.)
2. Любовь Колчановна Самбукай (1934—1935 гг.)
3. Даниил Баткарович Данзын-оол (1939—1944 гг.)
4. Седип-оол Токпак-оолович Танов (1945—1946, 1948—1950 гг.)
5. Эмилия Николаевна Щенникова (1955—1958 гг.)
6. Донгак Хорун-ооловтч Таржаа (1963—1966 гг.)
7. Монгуш Лааевич Делег (1966—1973 гг.)
8. Николай Монзуй-оолович Конгар (1975—1982 гг.)
9. Татьяна Иргитовна Соднам (1982—1985 гг.)
10. Тамара Чаш-ооловна Норбу (1985—1989 гг.)
11. Апыш Дыртый-ооловна Дамдынчап (1989−1994 гг.)
12. Доржу Монгушович Ак-Кыс (1994—2001 гг.)
13. Анатолий Степанович Комбу (2001—2008 гг.)
14. Чигжит Виктор Сергеевич (2008—2016 гг.)
15. Бичелдей Каадыр-оол Алексеевич (с 2017 г.)